# Laurent Bayle
Pour les articles homonymes, voir Bayle.
Laurent Bayle, né le 30 juin 1951 à Lyon, en France, est un responsable culturel français, ancien directeur général de la Cité de la musique - Philharmonie de Paris.

## Biographie

### Débuts professionnels
Diplômé de l’Institut d’études politiques de Lyon en 1974, Laurent Bayle enseigne tout d’abord les lettres modernes, avant de s’impliquer dans la vie théâtrale lyonnaise et de rejoindre le Théâtre de l’Est lyonnais en qualité de directeur adjoint (1976-1977).
En 1978, il devient l’administrateur général de l’Atelier lyrique du Rhin à Colmar et assure en parallèle la production déléguée (éditions de 1980 et 1982) de la Biennale Voix, Théâtre et Musiques d’Aujourd’hui organisée au Théâtre des Amandiers de Nanterre.

### Festival Musica
En 1982, Laurent Bayle crée à Strasbourg le Festival Musica qui devient immédiatement l’un des festivals de musique contemporaine les plus importants internationalement. Il en assure la direction pendant quatre ans, étant nommé en 1984 Révélation musicale de l’année par le Syndicat professionnel de la critique dramatique et musicale.
Sa ligne d'action, est très précisément définie dans le quotidien Le Monde par le journaliste Antoine Wicker : « privilégier la notion de répertoire contemporain sans rien négliger de la création musicale des années 80, en servant une actualité musicale faite de coups de sonde vers l'avenir et de réévaluations du passé ».
Le 7 avril 2017, il est nommé président du festival.

### IRCAM
Le succès du Festival Musica le conduit à la direction artistique de l’IRCAM en 1986, puis à la direction de l’institut après le départ de Pierre Boulez en 1992.
Il renforce la venue à l’IRCAM de nouvelles générations de compositeurs (création d’un Cursus d’informatique musicale à partir de 1993) et met en place une plateforme favorisant l’utilisation des logiciels musicaux par une large communauté (création du Forum IRCAM en 1993). Il contribue également à l’agrandissement physique de l’IRCAM jusqu’alors installé en sous-sol à travers l’édification et la rénovation de trois bâtiments : la « Tour » conçue par Renzo Piano d’une part ; les bâtiments « Jules Ferry » et « Bains Douches » réhabilités en 1995 par Daniel et Patrick Rubin. Il y installe dès 1996 une médiathèque proposant aux mélomanes des usages informatisés très performants.
Il favorise par ailleurs la diffusion des créations musicales auprès de publics diversifiés (lancement du festival Agora dès 1997) et ouvre en 1998 deux département : l’un de design sonore dirigé par Louis Dandrel et un autre associant la démarche des chorégraphes et des compositeurs, confié à François Raffinot.

### Cité de la musique et Philharmonie de Paris
En 2001, Laurent Bayle prend la tête de la Cité de la musique, dont il développe le projet culturel selon divers angles d’approche (création musicale, dialogue entre les cultures, expositions, pédagogie, médiation des savoirs, etc.). En 2006, le ministère de la Culture et de la Communication lui confie la réouverture de la Salle Pleyel qui devient une filiale de la Cité de la musique.
En 2006, l’État et la ville de Paris annoncent le projet de construction d’un grand auditorium symphonique localisé dans le prolongement de la Cité de la musique dont la conception est confiée à l’architecte Jean Nouvel,. Laurent Bayle est alors nommé président de l’association de préfiguration de la Philharmonie de Paris.
Après son inauguration le 14 janvier 2015 et sa fusion avec la Cité de la musique, cet établissement, désormais dénommé Cité de la musique - Philharmonie de Paris, se positionne parmi les plus importantes structures culturelles internationales dévolues à la musique,.
En 2010, Laurent Bayle lance, sous l’égide de la Philharmonie de Paris, les premiers orchestres d’enfants dénommés Démos (Dispositif d’éducation musicale et orchestrale à vocation sociale) qui s’implantent dans des territoires en difficulté. Aujourd’hui, une cinquantaine d’orchestres Démos sont installés dans toute la France métropolitaine et en outre-mer.
En 2019, à la demande de l’État et de la ville de Paris, Laurent Bayle intègre statutairement l’Orchestre de Paris au sein de la Cité de la musique - Philharmonie de Paris afin d’accroître son rayonnement international.
En 2020, il lance avec la musicienne Claire Gibault, la première édition du concours international de cheffes d’orchestre, La Maestra, qui vise à combattre les discriminations pesant sur les femmes dans le milieu musical.
En 2021, il donne naissance à une nouvelle filiale, la Philharmonie des enfants, qui développe ses activités dans un espace permanent de 1000 m2 scénographié par Constance Guisset proposant aux enfants de 4 à 10 ans un voyage musical jalonné d’une trentaine d’installations manipulables et d’un studio immersif.
Laurent Bayle est reconduit dans ses fonctions de directeur général de la Cité de la musique-Philharmonie de Paris le 30 mars 2016 pour une durée de 5 ans, grâce à deux décrets présidentiels du 25 et 31 mars 2016,qui lui permettent de rester à ce poste au-delà de 65 ans. Il a été remplacé le 1er novembre 2021 par Olivier Mantei.

### Publication
Le 25 janvier 2022, il publie aux éditions Odile Jacob le livre Une Vie musicale qui retrace les grandes étapes de son parcours professionnel.

## Décorations
- Officier de la Légion d'honneur. Il est fait chevalier le 13 juillet 2006 pour ses 32 ans d'activités professionnelles[26], puis est promu officier le 30 décembre 2017[27].
- Commandeur de l'ordre national du Mérite. Il est promu au grade de commandeur le 24 novembre 2021[28].
- Commandeur de l'ordre des Arts et des Lettres. Il est promu au grade de commandeur le 17 janvier 2013[29].
- Ordre du Soleil Levant, Rayons d’Or en Sautoir[30]

## Autres fonctions
Laurent Bayle siège dans les conseils d’administration suivants : 
- France Télévisions
- Festival Musica de Strasbourg
- Biennale de Lyon
- Institut de recherche et coordination acoustique/musique (IRCAM)
- Fondation Société générale (C’est vous l’avenir)
- Fondation les Arts Florissants - William Christie